# Stratja
Stratja (vitryska: Страча) är ett vattendrag i Belarus. Det ligger i den nordvästra delen av landet, 130 km nordväst om huvudstaden Minsk.
I omgivningarna runt Stratja växer i huvudsak barrskog. Runt Stratja är det ganska glesbefolkat, med 31 invånare per kvadratkilometer.